# Uvariodendron mirabile
Espèce
Uvariodendron mirabile R.E.Fr. est une espèce de plantes à fleurs de la famille des Annonaceae et du genre Uvariodendron. C'est un petit arbre présent au Nigeria et au Cameroun.

## Description
C'est un arbre ou arbuste cauliflore qui peut atteindre 10 m de hauteur et dont le diamètre est d'environ 30 cm.

## Distribution
Relativement rare, l'espèce a été observée au sud-est du Nigeria et sur deux sites dans la Région du Sud-Ouest au Cameroun, Bimbia et Buéa.